# Hertsmere (circonscription britannique)
Circonscription parlementaire de la Chambre des communes
La circonscription de Hertsmere est une circonscription situé dans le Hertfordshire, représenté dans la Chambre des communes au Parlement britannique.

## Géographie
La circonscription comprend:
- Les villes de Bushey, Borehamwood, Potters Bar et Radlett

## Députés
Les Members of Parliament (MPs) de la circonscription sont:
| Législature                                                        | Années        | Député          | Député          | Parti        |
| ------------------------------------------------------------------ | ------------- | --------------- | --------------- | ------------ |
| Hertsmere issue de South Hertfordshire et South West Hertfordshire |               |                 |                 |              |
| 49e                                                                | 1983–1987     |                 | Cecil Parkinson | Conservateur |
| 50e                                                                | 1987–1992     |                 | Cecil Parkinson | Conservateur |
| 51e                                                                | 1992–1997     | James Clappison |                 | Conservateur |
| 52e                                                                | 1997–2001     | James Clappison |                 | Conservateur |
| 53e                                                                | 2001–2005     | James Clappison |                 | Conservateur |
| 54e                                                                | 2005–2010     | James Clappison |                 | Conservateur |
| 55e                                                                | 2010–2015     | James Clappison |                 | Conservateur |
| 56e                                                                | 2015–2017     | Oliver Dowden   |                 | Conservateur |
| 57e                                                                | 2017–2019     | Oliver Dowden   |                 | Conservateur |
| 58e                                                                | 2019–2024     | Oliver Dowden   |                 | Conservateur |
| 59e                                                                | 2024–en cours | Oliver Dowden   |                 | Conservateur |

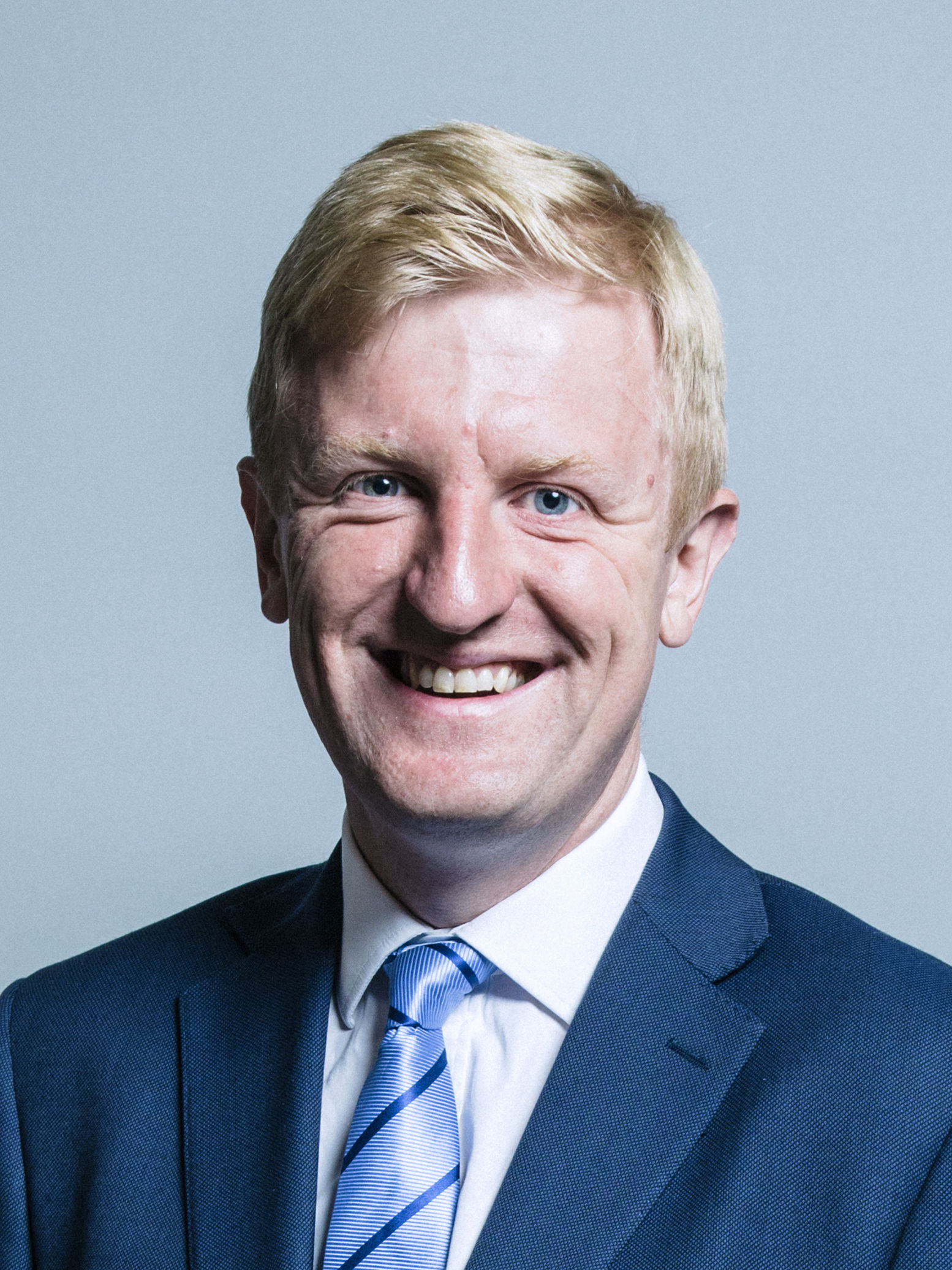
Oiver Dowden (2015-Présent)